# Nomada signata
Espèce
Statut de conservation UICN

 LC  : Préoccupation mineure
Nomada signata est une espèce d'insectes de la famille des Apidae. Cette abeille est présente dans une grande partie de l'Europe.